# GALAX

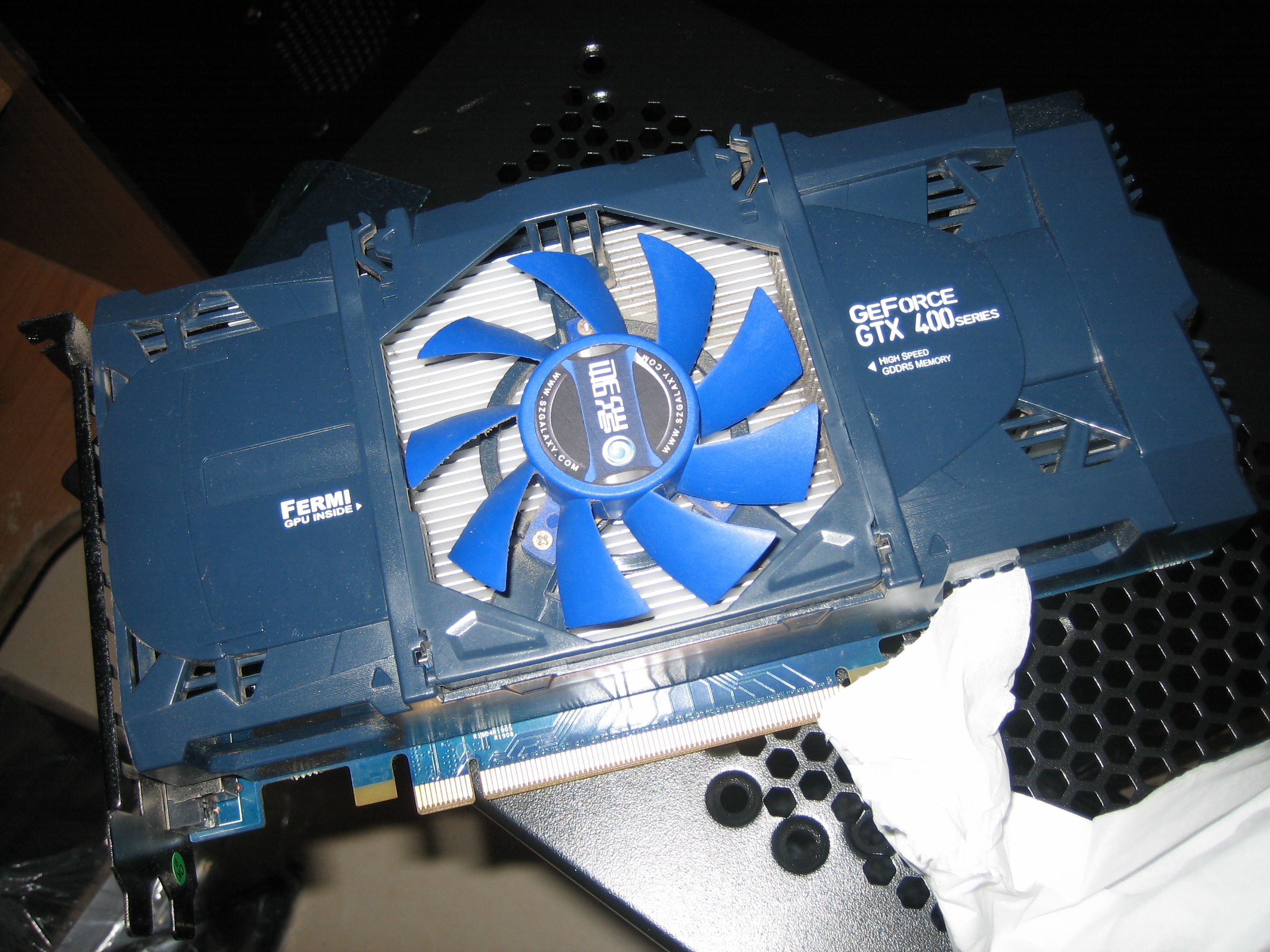
影馳出品的NVIDIA GeForce GTX 460

GALAXのブランド名で知られるGALAXY Microsystems Ltd.（簡体字中国語: 影驰科技有限责任公司）は、中国の香港に本社を置くPCパーツ、周辺機器製造メーカー。
日本市場ではシー・エフ・デー販売を代理店として展開されている。なお、「GALAX」は日本市場他におけるブランド名であり、ヨーロッパ市場ではシー・エフ・デー販売（「玄人志向」のブランド名で知られる）との共同開発製品「GALAX KUROUTO」も含めて「KFA2」のブランド名で展開されている。

## 概要
1994年に香港にて設立。1999年にNVIDIA社の「AICパートナー」（AIC：Add In Cards）となり、それ以来グラフィックカードに関してはNVIDIA社のGeForceを搭載した製品を専門にリリースしている。
10年以上の市場開拓を経て、中国、東南アジア、米国、ヨーロッパなどの市場で成功を収め、製品の市場シェアを大幅に拡大し、世界中の市場に確固たる基盤を築いた。グラフィックカードに関しては世界的な大手であり、日本のシー・エフ・デー販売（「玄人志向」）を含めて多くのメーカーをOEMパートナーとして支えている。
2011年、GALAXYはハイエンドゲーマー向けのフラッグシップとして新ブランド「Hall of Fame」を開始した。
2014年、欧州の「KFA2」ブランドとそれ以外の地域の「GALAXY」ブランドを統一させるべく、新たなグローバルブランド「GALAX」を開始したが、「KFA2」ブランドはその後も欧州で使われている。GALAX Japan公式twitterによると、「欧州担当の人がポカをした」とのこと。
2019年より日本のシー・エフ・デー販売の所有するブランド「玄人志向」と共同開発した「GALAX KUROUTO」「GALAKURO GAMING」ブランドの製品を展開している。

## 製品
- グラフィックカード
- メモリ
- ゲーミングヘッドセット
- ゲーミングキーボード